# Paraguay en los Juegos Parapanamericanos
Paraguay ha enviado atletas a los Juegos Parapanamericanos desde su tercera edición en 2007. El Comité Paralímpico Paraguayo (CPP) es el Comité Paralímpico Nacional de Paraguay.

## Medallero histórico
| Juegos                | Oro          | Plata        | Bronce       | Total        | Rango           | Rango             |
| Juegos                | Oro          | Plata        | Bronce       | Total        | Medallas de oro | Total de medallas |
| Ciudad de México 1999 | No participó | No participó | No participó | No participó | No participó    | No participó      |
| Mar del Plata 2003    | No participó | No participó | No participó | No participó | No participó    | No participó      |
| Río de Janeiro 2007   | 0            | 0            | 1            | 1            | 17              | 17                |
| Guadalajara 2011      | No participó | No participó | No participó | No participó | No participó    | No participó      |
| Toronto 2015          | No participó | No participó | No participó | No participó | No participó    | No participó      |
| Lima 2019             | 0            | 0            | 0            | 0            | -               | -                 |
| Santiago 2023         | 0            | 0            | 0            | 0            | -               | -                 |
| Total                 | 0            | 0            | 1            | 1            | 24              | 24                |

## Medallas por deporte
| Deporte  |   |   |   |   |
| -------- | - | - | - | - |
| Fútbol 5 | 0 | 0 | 1 | 1 |
| Total    | 0 | 0 | 1 | 1 |